# 管锥编
《管锥编》是钱锺书在20世紀60至70年代写作的古文笔记，对《周易》、《毛诗》、《左传》、《史记》、《太平广记》、《老子》、《列子》、《焦氏易林》、《楚辞》以及《全上古三代秦汉三国六朝文》等古代典籍，采用中西方文化的比较研究方法，进行了详尽的缜密的考疏。其中以《太平广记》、《全上古三代秦汉三国六朝文》二种耗力最巨，占全书近半篇幅。1978 年 1 月又记，尚有论《全唐文》等书五种，因“多病意倦”尚未成编，“聊为异日之券。”書中引述四千位著作家的上萬種著作中的數萬條書證，兼及大量的社會科學、人文學科。《管錐編》正式出版於1979年9月，由北京的中華書局印行。
（一般以三联书店《管锥编一、二、三、四》为参考）

## 书名
「管锥」二字典出《庄子·秋水》：“以管窥天，以锥指地”。书名来自钱锺书的笔名。钱锺书曾用笔名“中书君”。而唐韩愈曾经以“中书君”指代“笔”，在韩愈所著的《毛颍传》和《旧五代史·史弘肇传》中，“管城子”、“毛锥子”也用来指代“笔”。所以书名就是钱锺书笔记汇编的意思。钱锺书在《管锥编·序》说：“瞥观疏记，识小积多。学焉未能，老之已至！遂料简其较易理董者，锥指管窥，先成一辑。”

## 内容
《管锥编》輯錄《周易正义》27则、《毛诗正义》60则、《左传正义》67则、《史记会注考证》58则、《老子王弼注》19则、《列子张湛注》9则、《焦氏易林》31则、《楚辞洪兴祖补注》18则、《太平广记》215则、《全上古三代秦汉三国六朝文》277则，共計781则，近130万字。全书用文言写成，贯通文、史、哲等領域，又能引經據典，运用了多种西方语言。首篇“论易之三名”，引经据典，反驳了黑格尔以为漢語“不宜思辨”的无知，又对中西文化进行了考察，发现“易”所具有的多種含义，又言“一字多意，粗分有两种。一种称之为‘并行分训’。……第二种称之为‘背出或歧出分训’”。在西方世界也存在相似的例子。钱又指出《高僧传•鸠摩罗什传》中“狂人令绩师绩绵”的故事与安徒生童话《國王的新衣》“机杼酷肖”。
《管锥编》引《西游记》第八三回沙僧劝八戒“助助大哥，打倒妖精”说“虽说不济，却也放屁添风”，联想到一则英国俚语。原文：“Every little bit helps, as the old lady said when she pissed in the sea.”钱十分幽默的譯成：“老妪小遗于大海中，自语曰：‘不无小补!’”
1978年10月，《大公报在港复刊卅周年纪念文集》上册首次刊载了《管锥编》选录五篇。1979年由中华书局出版一套四册。后钱锺书又出了一套《管锥编增订》增加改正原来的内容。1994年中华书局又再版一套五册，加入了第五册《管锥编增订》，包括管锥编增订之一之二和之三，钱称之为“徒有务尽之虚愿，终以求阙为解嘲尔。”1993年5月，二十余年后，“又一披阅，修益二十处”。北京生活·读书·新知三联书店于2001年又发行了一套六册的版本。
吳組緗對錢鍾書說：“你的著作裡什麼都有，就是沒有自己。”後來，錢鍾書回寄一套《管錐編》給吳組緗說：“我的書，你都沒讀懂！”

## 逸事
- 余英时考证方以智的史事，与钱锺书通信，钱先生回函谓，《管锥编》某页有涉及，余氏翻读，甚感钦佩。[來源請求]
- 萧乾翻譯《尤利西斯》，曾指出《管锥编》采用此书词句解释《史记》话语的例子，誉为先河。

## 譯本
- 《管锥编》首次被艾朗诺（Ronald Egan）部分译为英文于1998年由美国哈佛大学亚洲中心出版社出版，英文译名是：Limited Views：Essays on Ideas and Letters，并被钱锺书所认可。[5][6][7]

### 引用
1. ↑  《谈艺录》补订本第566页
2. ↑  . 上海教育出版社.   [2014-12-08]. （原始内容存档于2018-12-02）.
3. ↑  钱锺书《管锥编（一）》p.4
4. ↑  黄宝生《佛经与〈管锥编〉》
5. ↑  . [美]艾朗诺著 陆文虎译. （原始内容存档于2014-12-25）.
6. ↑  . 东方早报. （原始内容存档于2015-03-18）.
7. ↑  . 中国文学网. （原始内容存档于2014-12-25）.

### 文章
- 金文明：〈白璧微瑕说《管锥》——读《管锥编》札记〉

### 书籍
- 蔡田明：《〈管锥编〉述说》（中国友谊出版公司，1991年）
- 韩石山：《反叛了的“钱迷”》（《书与人》杂志第二期，2006）

## 研究書目
- Monika Motsch著，馬樹德譯：管錐編與杜甫新解（石家莊河北教育出版社1998）